# Grooves in the Temple
Groove in the Temple é um álbum de estúdio do contrabaixista e compositor brasileiro Jorge Pescara, lançado em 26 de janeiro de 2005, pela Voiceprint Records.

## Faixas
1. "Comin Home Baby" (Bob Dorough / Ben Turker) – 4:40
2. "Laura Lee" (Bobby Charles) – 5:15
3. "Miles-Miller" (João Paulo Mendonça) – 6:11
4. "Kashmir" (Led Zeppelin) – 7:51
5. "Grooves in the Temple" (Jorge Pescara) – 5:34
6. "The Great Emperor of the Bass" (Jorge Pescara) – 4:41
7. "Power of Soul" (Jimi Hendrix) – 7:03
8. "Funchal" (Arthur Maia) – 6:49
9. "Sofisticada" (Luiz Bonfá) – 3:55
10. "Meteor" (Jorge Pescara) – 3:54
11. "Black Widow" (Deodato) – 4:47
12. "Power of Soul VERSÃO VOCAL" (Jimi Hendrix) – 4:48
13. "Kashmir VERSÃO VOCAL" (Led Zeppelin) – 5:22